# The Velvet
The Velvet – drugi minialbum południowokoreańskiej grupy Red Velvet, wydany 17 marca 2016 roku przez wytwórnię SM Entertainment dystrybuowany przez KT Music. Płytę promował singel „One Of These Nights” (kor. 7월 7일 (One Of These Nights)). Sprzedał się w nakładzie 52 615 egzemplarzy w Korei Południowej (stan na luty 2018 r.).

## Tło i promocja
8 września, podczas konferencji prasowej, Red Velvet i SM Entertainment wspomnieli także o kolejnym albumie, który zostanie wydany po The Red, chociaż przedstawiciel agencji wyjaśnił, że nic jeszcze nie zostało jeszcze zaplanowane.
2 marca 2016 roku przedstawiciel SM Entertainment ujawnił, że grupa zakończyła kręcenie teledysku do utworu tytułowego z minialbumu. Zgodnie z koncepcją grupy promowania dwoma wizerunkami „Red” oraz „Velvet”, album The Velvet skupił się na ich łagodnym i dziewczęcym „welwetowym” wizerunku.

## Lista utworów
| Źródło: | Źródło: | Źródło:                  | Źródło:                                                         | Źródło:                                                         | Źródło: |
| Nr      | Tytuł utworu | Tekst                    | Kompozycja                                                      | Aranżacja                                                       | Długość |
| ------- | --- | ------------------------ | --------------------------------------------------------------- | --------------------------------------------------------------- | ------- |
| 1.      | „One Of These Nights” (kor. 7월 7일 (One Of These Nights) 7wol 7il (One Of These Nights))                                                                 | Seo Ji-eum (Jam Factory) | Hwang Chan-hee, Andreas Öberg, Maria Marcus                     | Hwang Chan-hee, Lee Sung-joo, Hong So-jin                       | 4:21    |
| 2.      | „Cool Hot Sweet Love” | Kenzie                   | Daniel Obi Klein, Charli Taft, Michael Nordmark, Thomas Sardorf | Daniel Obi Klein, Charli Taft, Michael Nordmark, Thomas Sardorf | 3:53    |
| 3.      | „Light Me Up” | Kenzie                   | Kenzie, Deez, Rodnae "Chikk" Bell                               | Deez                                                            | 3:32    |
| 4.      | „First Time” (처음인가요 (First Time) Cheoeumingayo (First Time))                                                                                         | Kenzie                   | Kenzie                                                          | Kenzie                                                          | 4:02    |
| 5.      | „Rose Scent Breeze” (장미꽃 향기는 바람에 날리고 (Rose Scent Breeze) Jangmikkoc Hyanggineun Barame Nalligo (Rose Scent Breeze) (wyk. Seulgi, Wendy, Joy)) | Jung Hye-kyung           | Hong Jong-ha                                                    | Park Gun-chul, Jung Soo-min                                     | 4:52    |
| 6.      | „One of These Nights” (De-Capo Version) | Seo Ji-eum               | Hwang Chan-hee, Andreas Öberg, Maria Marcus                     | De-Capo Music Group & Rod Bonner                                | 4:11    |
| 7.      | „One of These Nights” (Joe Millionaire Version) | Seo Ji-eum               | Hwang Chan-hee, Andreas Öberg, Maria Marcus                     | Joe "Joe Millionaire" Foster                                    | 4:07    |
| 8.      | „One of These Nights” (Piano Version) | Seo Ji-eum               | Hwang Chan-hee, Andreas Öberg, Maria Marcus                     | Hwang Chan-hee, Andreas Öberg, Maria Marcus                     | 4:05    |

## Notowania
| Lista                     | Pozycja |
| ------------------------- | ------- |
| Gaon Weekly Album Chart   | 1       |
| Gaon Monthly Album Chart  | 2       |
| Gaon Yearly Album Chart   | 60      |
| Five Music (Tajwan)       | 2       |
| Oricon Weekly Album Chart | 75      |
| Billboard World Albums    | 8       |